# عباس الموسوي (عالم دين)

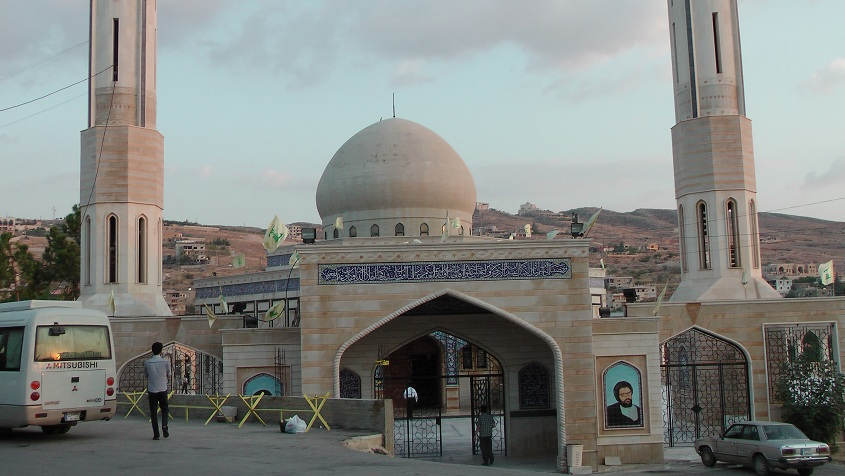
مرقد عباس الموسوي وعدة من قتلى حزب الله في بلدة النبي شيث

السيد عباس الموسوي (26 أكتوبر 1952 - 16 فبراير 1992)، ثاني أمين عام لحزب الله اللبناني. درس العلوم الإسلامية في النجف في العراق. ساهم سنة 1982 في تأسيس حزب الله، وأصبح في سنة 1985 مسؤول الشورى للحزب في الجنوب. انتخب أميناً عاماً للحزب سنة 1991 خلفا للشيخ صبحي الطفيلي. في عام 1992 اغتالته إسرائيل إثر عودته من احتفال بذكرى اغتيال الشيخ راغب حرب أقيم في قرية جبشيت في جنوب لبنان. خلفه في أمانة الحزب حسن نصر الله.

## نشأته
ولد عام 1952 في منطقة الشياح في الضاحية الجنوبية. وعاش طفولته في عائلة محافظة، وشب على معاينة مأساة الشعب الفلسطيني. في عام 1968 ذهب إلى معسكر الهامة قرب دمشق وهناك كان لقائه الأول مع أبو علي إياد الذي رشحه لدورة امنية خاصة، وخلال مشاركته في الدورة أصيب في رجله، ونظرا لتفوقه واعجاب أبو علي اياد به، فقد رشحه في عام 1969 لدورة أخرى في العمليات الخاصة وتم تحويله لقاعدة في مخيم اليرموك كانت تحت امرة باهر، بقي في هذه الدورة مدة شهرين وخاض نقاشات طويلة مع أبو علي إياد وتأثر بشخصيته التي انعكست اعجاب بتجربة العمل الفدائي، وفي عام السبعين وقعت احداث الاردن وبعدها بعام استشهد أبو علي إياد ، فغادر بعد ذلك إلى العراق ليتابع دراسته في كنف المرجع محمد باقر الصدر

## مسيرته
في نهايات السبعينيات من القرن الماضي تلك المرحلة العصيبة في كل من النجف وجنوب لبنان، ودّع العراق، بعد تسع سنوات قضاها هناك، وكان أول عمل قام به جمع طلاب العلوم الدينية الذين أُبعدوا من النجف في حوزة، هي حوزة الإمام المنتظر، في مدينة بعلبك وذلك بدعم وتمويل آية الله السيد محمد حسين فضل الله. سعى إلى تأسيس تجمع العلماء المسلمين في العام 1979، ليكون أول تجمع علمائي في لبنان ويتسع لاحقاً ليضم موالين للثورة الإيرانية.
في خضم الإحباط والهزيمة مع الاجتياح الإسرائيلي للبنان عام 82، ارسى وجمع قليل من رفاق الحوزة حالة مخالفة تؤسس للعمل الجهادي المقاوم لإسرائيل. وعندما بدأ الاجتياح الغاشم، غادر منزله في بعلبك متوجهاً نحو بيروت ومنها إلى الجنوب عام 1985، حيث استقر في مدينة صور، وكان يقضي وقته مع المقاومين ويتابع بشكل مباشر وميداني عمليات المقاومة ضد الاحتلال.

## انتخابه
وتتويجاً لمسيرته انتُخب عباس الموسوي في أيار مايو 1991 أميناً عاماً لحزب الله، مفتتحاً مرحلة جديدة من مسيرة حزب الله هي خدمة الناس إلى جانب استمرار عمل المقاومة، وعبارته الشهيرة سنخدمكم بأشفار العيون لا تزال أحد ابرز شعارات حزب الله حتى اليوم.

## اغتياله
في السادس عشر من شباط فبراير 1992، ومن جبشيت بلدة رفيقه الشيخ راغب حرب وبعد كلمة ألقاها في إحياء الذكرى الثامنة لمقتل الشيخ راغب، غادر باتجاه بيروت، لكن طائرات مروحية إسرائيلية تربصت لموكبه على طريق بلدة تفاحتا وأطلقت صواريخ حرارية حارقة على سيارته، فقتل مع زوجته ام ياسر (سهام الموسوي) وولدهما الصغير حسين. ومن جبشيت إلى بيروت إلى النبي شيت طاف موكبه، واستحال مرقده مزاراً وكنيته سيد شهداء المقاومة.

## وصلات خارجية
- عباس الموسوي من موقع حزب الله
- عباس الموسوي من موقع شيعة وب